# Trio em Lá Menor

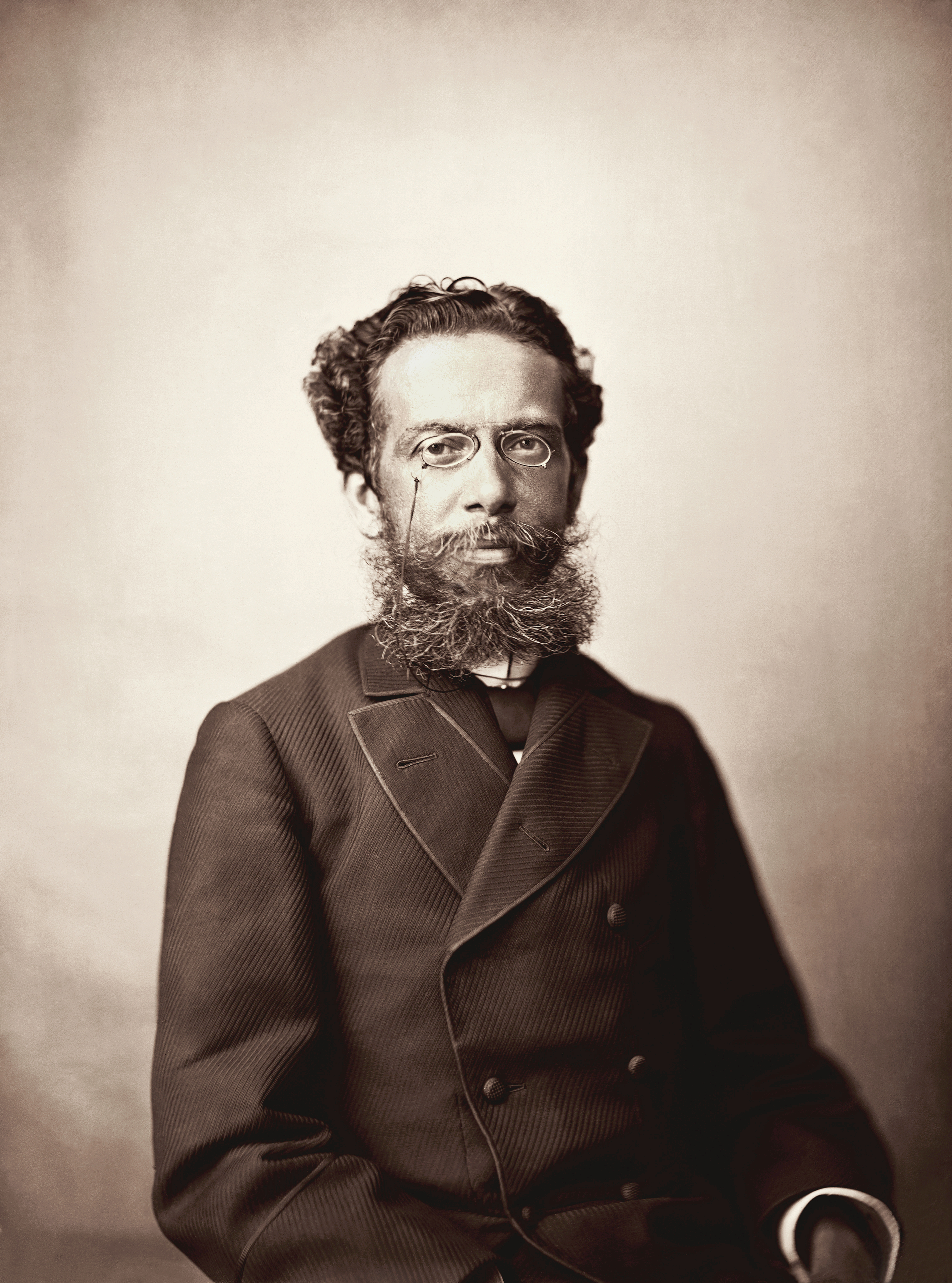
Machado de Assis

Trio em Lá Menor é um conto do escritor brasileiro Machado de Assis, incluído no livro Várias Histórias, publicado em 1896.

## Enredo
É uma história de uma mulher, chamada Maria Regina, que tinha dois "pretendentes", e que ela sempre pensava com quem ficar. Um deles, Maciel, era jovem e tinha salvado um menino de um acidente. O outro, Miranda, era mais velho, mas gostava de música, de conversar e dar opiniões. No final, muito tempo depois, os dois foram embora por causa da indecisão dela, que, por sua vez, não ficou com ninguém.

### Personagens principais
1. Maria Regina — personagem principal, indecisa na hora de escolher um dos "pretendentes";
2. Avó — avó de Maria Regina;
3. Miranda — um dos "pretendentes" de Maria Regina; homem alto e seco, fisionomia dura e gelada
4. Maciel — um dos "pretendentes" de Maria Regina; homem alegre, cheio de vivacidade, porém fútil e extremamente apegado à aspectos mundanos, como fofocas e moda

escrito por: Machado de Assis

## Análise do conto
Machado de Assis quis mostrar ao leitor que ela ficou indecisa na hora de escolher qual era o melhor homem, sendo que cada um tem seus pontos positivos e negativos. Logo, ela não ficou com ninguém e não aproveitou a oportunidade que tinha em mãos.

### Narrador
A classificação do narrador é onisciente.

### Tema
Indecisão, pois Maria Regina ficou indecisa na hora de escolher o homem certo.